# 카를루스 아우베르투 토히스
카를루스 아우베르투 토히스(브라질 포르투갈어: Carlos Alberto Torres, 1944년 7월 17일 ~ 2016년 10월 25일)는 브라질의 전 축구 선수로, 포지션은 오른쪽 풀백, 센터백이었다.

## 경력
플루미넨시 소속으로 데뷔했으며 팀의 캄페오나투 카리오카 3회 우승에 기여했다. 펠레가 뛰고 있던 산투스와 뉴욕 코스모스 소속으로 있는 동안에 큰 활약을 보여주었는데 산투스 소속 시절에는 팀의 캄페오나투 파울리스타 4회 우승에 기여했고 뉴욕 코스모스 시절에는 팀의 북미 축구 리그 3회 우승에 기여했다. 1970년 FIFA 월드컵에서는 브라질이 이탈리아를 누르고 세 번째 FIFA 월드컵 우승을 차지하는 데에 기여했다.
1983년 CR 플라멩구의 감독으로 발탁된 이래 많은 축구 클럽에서 감독을 맡아왔으며 2004년 3월 펠레가 선정한 현존하는 최고의 축구 선수 목록인 FIFA 100에 선정되었다.

## 수상

#### 플루미넨시
- 캄페오나투 카리오카 : 1964, 1975, 1976
- 타사 과라바나 : 1966

#### 산투스
- 캄페오나투 브라실레이루 세리 A : 1968
- 캄페오나투 파울리스타 : 1965, 1967, 1968, 1969, 1973
- 레코파 술 아메리카 : 1968
- 토르네이우 리우-상파울루 : 1966

#### 뉴욕 코스모스
- 북미 축구 리그 : 1977, 1978, 1980, 1982

#### 브라질
- FIFA 월드컵 : 1970
- 팬 아메리칸 게임 : 1963

### 감독
- 캄페오나투 브라실레이루 세리 A : 1983
- 캄페오나투 카리오카 : 1984
- 코파 CONMEBOL : 1993

### 개인
- 20세기 세계 축구 베스트[1] : 1998
- 내셔널 사커 명예의 전당 : 2003
- 발롱도르 드림팀 실버[2] : 2020
- 브라질 축구 명예의 전당[3]
- FIFA 100 : 2004[4]

1. ↑  FIFA 선정
2. ↑  프랑스풋볼 조사
3. ↑  마라카냥 경기낭 내 위치
4. ↑  펠레 선정